# 喜連航平
喜連 航平（きれ こうへい、1995年6月25日 - ）は、ジャパンラグビーリーグワンの九州電力キューデンヴォルテクスに所属するラグビーユニオンの選手。

## プロフィール
- 兵庫県伊丹市出身。
- ポジションはスタンドオフ(SO)、スクラムハーフ(SH)。
- 身長 174cm、体重 84kg
- 国体の大阪府代表に選ばれたことがある[1]。

## 来歴
2014年、大阪桐蔭高校卒業後、近畿大学に入学する。なお桐蔭学園高校時代、主将を務めて、高校日本代表候補に選ばれたことがある。
2017年、近畿大学ラグビー部の主将に就任した。
2018年、近畿大学卒業後、NTTコミュニケーションズシャイニングアークス(現・浦安D-Rocks)に加入。
2022年、横浜キヤノンイーグルスに加入。
2024年、九州電力キューデンヴォルテクスに加入。同年12月21日に行われたJAPAN RUGBY LEAGUE ONE第1節釜石シーウェイブス戦にて先発出場でリーグワン公式戦初出場を果たした。